# Trud, Skadovsk
Trud (în ucraineană Труд) este un sat în comuna Mîhailivka din raionul Skadovsk, regiunea Herson, Ucraina.

## Demografie
Componența lingvistică a localității Trud
     Ucraineană (94,74%)
     Rusă (4,86%)
     Alte limbi (0,4%)
Conform recensământului din 2001, majoritatea populației localității Trud era vorbitoare de ucraineană (94,74%), existând în minoritate și vorbitori de rusă (4,86%).